# II. János veszprémi püspök
János (12. század) magyar katolikus főpap.

## Élete
A Magyar Archontológiában 1179 és 1186 között, majd 1188 és 1199 között veszprémi megyés püspök (valószínűleg egy személy!). Lukcsics Pálnál 1181 és 1199 között vezette a veszprémi egyházmegyét. Imre királlyal szemben András herceget támogatta.